# Lago Drewen
El lago Drewen (en alemán: Drewensee) es un lago situado en el distrito de Llanura Lacustre Mecklemburguesa, en el estado de Mecklemburgo-Pomerania Occidental (Alemania), a una altitud de 55 metros; tiene un área de 256 hectáreas.